# Gymnasium Puchheim
Das Gymnasium Puchheim in Trägerschaft des Landkreises Fürstenfeldbruck ist ein sprachliches und naturwissenschaftlich-technologisches Gymnasium in der Stadt Puchheim. Es ist mit etwa 1000 Schülern das einzige Gymnasium der Stadt, das im westlichen Umland von München liegt.

## Geschichte
Während des Ersten Weltkrieges befand sich auf dem Gelände des heutigen Gymnasiums der erste Flugplatz in ganz Bayern. Täglich fuhren viele tausende Menschen mit der Eisenbahn nach Puchheim, um sich die bekannte Flugshow anzusehen. Am 1. August 1914 wurde der Flugplatz stillgelegt. Bis 1921 fand auf dem Gelände eines der sechs größten Kriegsgefangenenlager Deutschlands aus dem Ersten Weltkrieg seinen Platz. Danach lag das Gelände bis zum Bau des Gymnasiums brach.

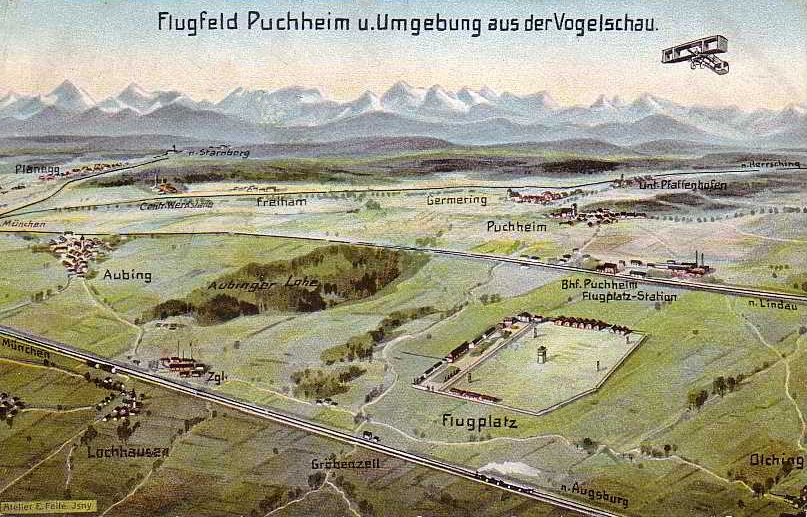
Flugfeld Puchheim (1910–1914 an der Stelle des heutigen Gymnasiums)

Am 1. August 1974 wurde das Gymnasium Puchheim als 5. Gymnasium des Landkreises Fürstenfeldbruck ins Leben gerufen. Eltern in den Gemeinden Eichenau, Gröbenzell und Puchheim hatten sich zu einem Förderverein zusammengeschlossen, um angesichts des starken Bevölkerungswachstums im Landkreis weiterführende Schulen zu initiieren. Auch das Schlagwort Bildung ist Bürgerrecht war in den frühen siebziger Jahren ein wichtiger Antrieb, immer mehr Kindern den Besuch weiterführender Schulen zu ermöglichen.
Die ersten 140 Puchheimer Gymnasiasten wurden zunächst in der neu errichteten Grundschule Süd unterrichtet. Drei Jahre später wuchs die Schülerzahl bereits auf 549 Kinder an und machte Schichtunterricht erforderlich, bis der Neubau an der Bürgermeister-Ertl-Straße bezogen werden konnte. Schon nach wenigen Jahren reichte auch der Platz im Neubau nicht mehr aus. Die höchste Schülerzahl wurde mit 1305 Schülern erreicht, bis die Gründung des Gymnasiums Gröbenzell eine Entlastung brachte. Die Schülerzahl pendelte sich auf 900 bis 1100 Jugendliche ein, wofür das Gebäude auch ursprünglich ausgelegt war.
Besondere Angebote und Projekt wurden besonders durch die Schulleiter Anton Aufhauser, Walter Fröhlich und Georg Baptist vorangetrieben. Eine Förderung der Fremdsprachen durch zahlreiche Austauschprogramme und Auslandsfahrten, die Einführung von Spanisch als dritte Fremdsprache neben Französisch und dem bilingualen Unterricht in den Fächern Geographie und Geschichte findet bis heute statt.
Auch in den Naturwissenschaften und der Mathematik gibt es Projekte, wie zum Beispiel Aktivitäten im Bereich regenerativer Energien, die immer wieder erste Preise bei Wettbewerben einbringen. So wurde eine eigene Solaranlage auf dem Schuldach installiert und durch das Projekt „Energieeffizienz Puchheim“ (PEP) eine computergesteuerte Heizungsanlage aufgebaut. Auch beschäftigten sich Schüler im Rahmen von „Jugend forscht“ mit der Nutzung von Wasserstoff und dem Einsatz der Brennstoffzelle.
Der Kontakt der Schule mit der Wirtschaft und Wissenschaft führte zu Patenschaften von Firmen, Berufspraktika, Teilnahme an Förderprogrammen der Münchner Universitäten, geographischen Exkursionen mit Wissenschaftlern und Beteiligung an den Wettbewerben von business@school.
Es finden regelmäßig schulische Theaterproduktionen, Musicalaufführungen und Konzerte statt.

## Ausbildung
- Sprachliches Gymnasium mit der Sprachenfolge Englisch / Latein / Spanisch bzw. Englisch / Französisch / Spanisch
- Naturwissenschaftlich-technologisches Gymnasium mit der Sprachenfolge Englisch / Latein oder Englisch / Französisch[1]

## Gebäude
- Hauptgebäude mit Oberstufen-, naturwissenschaftlichem, künstlerischem und musischem Trakt. Die Realschule Puchheim befindet sich im anderen Teil des Gebäudes.
- Turnhalle
- Mensa